# Et juleeventyr
Et juleeventyr (eng: A Christmas Carol) er en fortælling fra 1843 af Charles Dickens. Den er filmatiseret flere gange både som live-action-film og som animationsfilm. Den handler om forretningsmanden Ebenezer Scrooge, som kun tænker på at tjene penge og anser julen for noget pjat. Men han får besøg af et spøgelse, sin døde kompagnon, som fortæller, at han natten til den 25. december vil få besøg af tre ånder: fortidens, nutidens og fremtidens ånd. De giver Scrooge en lærestreg, der bliver et vendepunkt i hans liv.
Tegneren Carl Barks lod sig inspirere af gnieren Scrooge til at skabe Joakim von And, der på engelsk hedder Scrooge McDuck. 

## Bogen, der gjorde julen populær
Dickens skrev bogen i løbet af seks uger i efteråret 1843, afbrudt af lange vandringer i Londons gader, mens han grublede over handlingen. 19. december 1843 blev bogen udgivet for første gang, i rød, påkostet indbinding med guldsnit på siderne. Allerede juleaften var det første oplag udsolgt. Det var velkomment for Dickens, da hans kone ventede deres femte barn, mens hans sidste bog, Martin Chuzzlewit, havde solgt dårligt. Af den grund måtte Dickens selv tage den økonomiske risiko ved udgivelsen af Et juleeventyr. Den var en ubetinget succes; allerede to måneder efter udgivelsen var den sat op på otte teatre i London samtidig, og i løbet af det første år blev den trykt i 13 oplag. Fortjenesten blev alligevel kun en fjerdedel af det, Dickens havde beregnet, og til overmål dukkede der efter nogle uger en billig piratkopi op. Dickens gik til retten og vandt; men piratforlaget gik konkurs, så han måtte dække sagsomkostningerne, der tilsvarede hans gevinst. Men Et juleeventyr byggede op under den engelske julefejring, som ellers var en landlig, uddøende tradition og ikke en gang en helligdag. Med den tyske prins Albert som dronning Victorias gemal indførtes tyske juletraditioner i det engelske kongehus, blandt andet juletræet, så julen ligefrem kom på mode i det engelske aristokrati. 

## Scrooge, opkaldt efter skotten Scroggie
Valget af navnet Ebenezer Scrooge til hovedpersonen skyldes en ren misforståelse. I 1841 var Dickens i Edinburgh for at holde et foredrag, og spadserede rundt på kirkegården ved Canongate-kirken.  Her faldt hans blik på en gravsten med den uventede indskrift "Ebenezer Lennox Scroggie - mean man" (= ond mand). I virkeligheden stod der "meal man" (= melmand), idet Scroggie havde været kornhandler. I skumringslyset og med en mild grad af dysleksi blev Dickens ikke klar over sin fejltagelse, og da han to år senere skrev sin fortælling, dukkede navnet Scroggie op og blev til Scrooge. Sidenhen skrev Dickens dog, at selv om skotter havde et ry for at være nøjsomme, var de ikke onde. - Scroggie, der altså har lånt navn til Ebenezer Scrooge og Scrooge McDuck, blev født i Kirkcaldy; hans mor var niece af Adam Smith. Selv vandt han anbudet om cateringen ved kong George 4.s besøg i Edinburgh i 1822, samt den første kontrakt om levering af whisky til Royal Navy. Han vakte opmærksomhed ved at knibe grevinden af Mansfield i enden under en generalforsamling i den skotske kirke; samt for at have besvangret en tjenestepige i 1830, angiveligt ovenpå en gravsten. Hans egen blev slettet i 1932. 
Ved 200-årsjubilæet for Dickens' fødsel viste det sig uventet, at Ebenezer Scrooge var hans mest populære skikkelse;  selv om drengenavnet Ebenezer gik af brug, efter at Dickens' julefortælling kom på mode. 

## Virkelighedens Scrooge
Den engelske politiker John Elwes (1714-1789), MP for Berkshire, blev så kendt for sin påholdenhed, at hans navn blev synonymt med nærighed. I 1790 skrev hans ven Edward Topham en biografi om ham, The Life of the Late John Elwes, Esquire, trykt i mange oplag. Charles Dickens kendte godt historien, og omtalte Elwes i breve og i sin roman Vor fælles ven. Selv om Dickens aldrig selv sagde det, menes det, at hans beskrivelse af Ebenezer Scrooge er baseret på Elwes. Illustrationerne i den første udgivelse av Et juleeventyr afslører dette. Dickens samarbejdede tæt med illustratørerne af sine værker, så billederne kom til at vise personerne, som Dickens havde forestillet sig dem – og illustrationerne af Ebenezer Scrooge viser en helt slående lighed med John Elwes.  Elwes skal også have inspireret William Harrison Ainsworth til skikkelsen John Scarfe i sin roman The Miser's Daughter (= Gnierens datter). 
Elwes var styrtrig efter at have arvet både sine forældre og sin morbror Harvey Elwes. Han var uddannet ved Westminster School i London, og som ung levede han normalt og glædede sig over god mad med vin til. Men det forlød, at hans mor, Amy Elwes, var død tidligt fordi hun var for nærig til at købe mad, og faktisk sultede sig til døde. Hendes bror Harvey sad på en formue, men var for nærig til blot at vedligeholde sit hjem. Knuste ruder blev repareret med papir, væggene var jordslåede, og hellere end at bruge penge til brænde, travede Harvey frem og tilbage gennem de trækfulde værelser. Han levede som en eremit for at spare mest muligt. Gradvis udviklede den samme nærighed sig hos søstersønnen. John Elwes ejede til sidst mere end 100 ejendomme i London. Han tilbragte derfor megen tid i byen, kun for at skaffe lejeboere, men skaffede sig ikke selv noget hjem; i stedet boede han og husholdersken i den bolig, der for tiden stod tom, og flyttede straks videre, når en lejeboer var fundet. Dette liv på flyttefod kostede Elwes livet. En gang, da han og husholdersken blev alvorligt syge på samme tid, vidste ingen, hvor de opholdt sig. Elwes’ nevø fik ham opsporet i en af hans ejendomme i Great Marlborough Street. Der fandt nevøen Elwes meget medtaget; i et andet værelse lå husholdersken, der havde været død i flere dage. Elwes kom sig aldrig helt efter oplevelsen og blev fuldkommen besat af de penge, han gik rundt med i lommerne; han pakkede hver mønt i et stykke papir og gemte dem rundt omkring, hvor han så gik den halve nat og ledte efter dem. Efterhånden troede han, han ikke havde andet end mønterne i lommen, og vågnede af skræk og råbte til indbildte indbrudstyve. Hver af hans sønner arvede næsten £ 500.000. 
På et afgørende punkt afviger Elwes dog fra Scrooge: Topham skriver i sin biografi, at Elwes havde lånt store beløb ud til andre, og at han aldrig havde gjort noget uvenligt mod nogen. 

## Vigtige filmatiseringer
- Scrooge, or, Marley's Ghost (1901), kort stumfilm instrueret af Walter R. Booth med ukendte skuespillere; den tidligste filmatisering af historien
- A Christmas Carol, den første amerikanske filmatisering af Dickens’ roman (stumfilm fra 1908)
- A Christmas Carol, en amerikansk stumfilm (1910)
- Scrooge (1938), biograffilm instrueret af Edwin L. Marin med Reginald Owen som Ebenezer Scrooge
- Scrooge (1951), biograffilm instrueret af Brian Desmond Hurst med Alastair Sim som Ebenezer Scrooge
- Scrooge (1970), biograffilm/musical instrueret af Ronald Neame med Albert Finney som Ebenezer Scrooge; blev senere til en teatermusical
- Mickey's Christmas Carol (1983), tegnet biograffilm instrueret af Burny Mattinson med Joakim von And som Ebenezer Scrooge
- A Christmas Carol (1984), tv-film instrueret af Clive Donner med George C. Scott som Ebenezer Scrooge
- Scrooged (1988), komedie/biograffilm instrueret af Richard Donner med Bill Murray som den Ebenezer Scrooge-agtige Frank Cross
- The Muppet Christmas Carol (1992), biograffilm med dukker instrueret af Brian Henson med Michael Caine som Ebenezer Scrooge og Kermit som Bob Cratchit
- A Christmas Carol (1999), tv-film instrueret af David Hugh Jones med Patrick Stewart som Ebenezer Scrooge
- A Solstice Carol (1999), afsnit af tv-serien Xena: Warrior Princess, instrueret af John T. Kretchmer med Peter Vere-Jones som den Ebenezer Scrooge-agtige King Silvus
- A Christmas Carol (2009), motion capture-biograffilm instrueret af Robert Zemeckis med Jim Carrey som bl.a. Ebenezer Scrooge

## Links
1. ↑  "Carl Barks and the Disney Comic Book: Unmasking the Myth of Modernity - Tom Andrae - Google Books". Arkiveret fra originalen 18. september 2016. Hentet 15. juli 2016.
2. ↑  Peter Fröberg Idling: "En julefortælling", Klassekampen 1. december 2018
3. ↑  "Arkiveret kopi". Arkiveret fra originalen 5. oktober 2016. Hentet 5. oktober 2016.
4. 1 2  "Revealed: the Scot who inspired Dickens' Scrooge - The Scotsman". Arkiveret fra originalen 23. december 2017. Hentet 5. oktober 2016.
5. ↑  "Ebenezer Scrooge named most popular Dickens character | Books | The Guardian". Arkiveret fra originalen 12. november 2020. Hentet 5. oktober 2016.
6. 1 2  "The Real Scrooge - Neatorama". Arkiveret fra originalen 8. november 2020. Hentet 15. juli 2016.
7. ↑  "John "Elwes the Miser" Elwes (1714 - 1789) - Find A Grave Memorial". Arkiveret fra originalen 20. september 2016. Hentet 15. juli 2016.
8. ↑   https://archive.org/stream/lifeoflatejohnel00toph#page/n11/mode/2up (s. 85)